# Dorrington, Lincolnshire
Dorrington är en ort och civil parish i Storbritannien.   Den ligger i grevskapet Lincolnshire och riksdelen England, i den sydöstra delen av landet, 170 km norr om huvudstaden London. Dorrington ligger 18 meter över havet och antalet invånare är 340.
Terrängen runt Dorrington är platt, och sluttar österut. Runt Dorrington är det ganska tätbefolkat, med 108 invånare per kvadratkilometer. Närmaste större samhälle är Sleaford, 7,8 km söder om Dorrington. Trakten runt Dorrington består till största delen av jordbruksmark.